# Kaaris
Kaaris (/kaʁis/), de son vrai nom Armand Gnakouri Okou, est un rappeur, parolier, producteur et acteur français, né le 30 janvier 1980 à Abidjan en Côte d’Ivoire. En 2013, il publie Or noir produit par Therapy Music. L'album connaît un tel succès que l'artiste le réédite, et est aujourd'hui considéré comme un classique du rap français. Il est considéré comme le rappeur ayant popularisé la trap en France.

## Biographie

### Jeunesse et débuts
Armand Gnakouri Olivier Okou naît le 30 janvier 1980 à Abidjan en Côte d'Ivoire. Son père décède deux mois après sa naissance,. En 1983, sa mère part en France avec ses sept enfants. Ils emménagent à Paris dans une chambre de bonne proche du métro Duroc. Alors âgé de 6 ans, il déménage avec sa famille à Taverny dans le Val-d'Oise. En 1988, ils emménagent à Sevran dans le quartier Rougemont.
Kaaris est titulaire d'un baccalauréat STT ; il dit s'être inscrit en faculté de sciences pour bénéficier des bourses d'études[source secondaire souhaitée].

### Débuts dans le rap, départ en Côte d'Ivoire, retour en France et reprise du rap (1999-2011)
L'artiste fait ses débuts dans le rap en 1999 sous le nom de scène de Fresh. Il participe à de nombreuses compilations avec le collectif Niroshima mais son parcours dans la musique demeure jusque là anecdotique, l'incitant à retourner sur sa terre natale en 2003 y travailler avec son grand frère commerçant.
Lorsque la guerre civile éclate en Côte d'Ivoire, Kaaris est contraint de quitter le pays. À son retour en France, il reprend le rap et sort en 2007 un mini-album nommé 43e BIMa, directement inspiré de son séjour en Afrique. Ce mini-album ne connaît pas un franc succès dans les bacs mais permet au rappeur de se faire remarquer quelque peu dans le milieu du rap.
En 2009, après un rapprochement éphémère avec French Cut, Kaaris s'associe avec Galactik Beat, une équipe de producteurs du label Bullet Prod. Ces derniers en font la tête d'affiche de leur compilation sortie en 2010, ce qui amène le rappeur à côtoyer des artistes tels que Brasco, Nubi ou encore Despo Rutti et à sortir peu à peu de l'anonymat. En désaccord au moment de la signature du contrat, Kaaris se sépare d'eux.

### Révélation au grand public (2011-2012)
En 2011, il est approché par le rappeur Booba qui l'invite à participer à sa mixtape Autopsie 4 destinée à promouvoir de nouveaux talents en manque d'exposition. Kaaris sort dans la foulée sa mixtape Z.E.R.O qui reçut un accueil positif. Booba invite une nouvelle fois son homologue de Sevran à collaborer avec lui, mais cette fois-ci sur son album solo Futur (sorti en novembre 2012) sur le single Kalash. Ce featuring propulse Kaaris sur le devant de la scène. Il décrit d'ailleurs cette collaboration comme le « détonateur » de sa carrière.

### Or noir(2013)
Il sort peu après le clip Zoo, premier extrait de son album Or noir. Kaaris signe sur le label AZ via Therapy Music, et publie son premier album Or noir le 21 octobre 2013. L'album contient les titres Or noir (produit par Therapy), Bizon (en référence à l'incarcération de son ami Bizon, chanson produite par Therapy). Le morceau L.E.F est un featuring avec Booba (produit par Therapy). Or noir s'écoule à 19 000 exemplaires la première semaine,. L'album deviendra disque d'or,,. L'album Or noir est aujourd'hui double disque de platine.

### Or noir: Part II(2014)
Début 2014, Kaaris sort Sombre, S.E.V.R.A.N et À l'heure, morceaux extraits de la réédition de son album Or noir : Part II qui s'écoule à 9 000,, exemplaires la première semaine.

### AlbumsLe bruit de mon âmeetDouble fuck(2015)
Il travaille ensuite sur un projet qu'il nomme Le Bruit de mon âme. L'album inclut Le Bruit de mon âme (produit par Therapy) et Crystal (avec Future).
Kaaris prépare son deuxième album, quitte AZ et signe avec Therapy chez Def Jam France,,. Afin de promouvoir son second album, il sort le 25 septembre 2014 le premier clip du projet intitulé Se-vrak. Un second morceau, lui aussi accompagné d'un clip, sort un mois plus tard : Comme Gucci Mane, et en décembre 2014, un troisième : 80 Zetrei.
Le Bruit de mon âme est sorti le 30 mars 2015 et comporte, notamment, un duo avec Future intitulé Crystal. Le premier single, Se-Vrak, dans lequel il remixe Chiraq, chanson de Nicki Minaj en featuring avec le rappeur de Chicago, Lil Herb. Kaaris, qui entretient de très bonnes relations avec Lacrim, le rappeur du 94, réalise le titre El Chapo sur l'album. Kaaris sort ensuite sa mixtape intitulée Double Fuck le 16 octobre 2015, dans laquelle se trouvent des interprétations solos de Bakyl et du groupe PSO Thug. La mixtape contient également des featurings avec le groupe parisien XV Barbar et les rappeurs SCH et Worms T. Fin 2015, Kaaris lance sa nouvelle marque de vêtement Jeunes Riches.

### Okou Gnakouri(2016)
Après un featuring avec le rappeur Kalash Criminel intitulé Arrêt du cœur, Kaaris, ayant terminé son troisième album, annonce la sortie d'un freestyle nommé Chicha sur sa page Facebook[source secondaire souhaitée].
Il annonce dans la foulée la sortie du premier single de son album, intitulé Blow[source secondaire souhaitée]. Le clip est mis en ligne le 30 septembre 2016. Il dévoile ensuite le clip Nador[source secondaire souhaitée], deuxième extrait de l'album qui sort le 21 octobre 2016, le titre sera certifié single d'or. Il sort ensuite la veille de la sortie de l'album le clip 2.7 Zéro 10.17 en feat. avec Gucci Mane[source secondaire souhaitée]. L'album, nommé Okou Gnakouri en référence au nom du rappeur, sort le 11 novembre 2016 et comporte un featuring avec Kalash Criminel nommé 4Matic, et un featuring avec le rappeur américain, Gucci Mane dans le clip 2.7 Zéro 10.17. Milieu décembre 2016, soit un mois après sa sortie, l'album est certifié disque d'or. En janvier 2017, l'album devient disque de platine en passant le cap des 100 000 ventes. En janvier 2018, soit un peu plus d'un an après sa sortie, l'album est certifié double disque de platine en passant le cap des 200 000 ventes. Les titres Blow et Poussière sont certifiés single de platine, tandis que le single Tchoin est certifié single de diamant par le SNEP.

### Dozo(2017)
En 2017, après le succès de son précédent projet certifié double disque de platine, le rappeur revient avec un nouvel album nommé Dozo, via le biais d'un extrait du même nom sorti le 6 octobre[source secondaire souhaitée]. Fut suivi la sortie de deux extraits de l'album : Je suis bien, je suis gninin et Kébra. L'album sort le 3 novembre 2017 et est certifié disque d'or le mois suivant. L'album est certifié disque de platine fin février 2018, soit un peu moins de quatre mois après sa sortie. En mars 2018, l'album passe double disque de platine avec plus de 200 000 exemplaires vendus.

### Or noir 3(2019)
Le 25 janvier 2019, il dévoile l'album Or noir 3. Il y collabore notamment avec Sofiane et SCH. Lors de sa première semaine de commercialisation, l'album s'est vendu à 13 647 exemplaires. En mai 2019, soit quatre mois après sa sortie, l'album est certifié disque d'or en passant le cap des 50 000 ventes.

### 2.7.0et2.7.0: Château Noir(2020-2021)
Un an après la sortie de Or noir 3, Kaaris sort son sixième album 2.7.0 le 4 septembre 2020. L’album est composé de 17 morceaux dont 3 extraits sortis avant l’album : Goulag, NRV et Illimité et collabore avec Bosh, Dadju, Gims, Imen Es et Sid les 3 Éléments.
Il adresse des piques à Maes dans les morceaux Sosa et Lumière à la suite de la polémique dans laquelle Kaaris a été boycotté par le rappeur des Beaudottes à la suite de la préparation du Projet Sevran qui réunit de nombreux rappeurs sevranais et dans laquelle il n'a pas été invité. Il règle aussi ses comptes avec Booba dans le dernier morceau de l’album Réussite. Le Duc de Boulogne réagit aux propos de son ex-poulain sur sa story Instagram en le traitant de menteur.
L'album a réalisé un démarrage correct avec 17 221 exemplaires vendus en une semaine de commercialisation (physique, digital, streaming). Il fait mieux que Or noir 3, qui s’était moins vendu après une semaine.
Kaaris a annoncé, durant le mois d'octobre, la sortie de son prochain clip en collaboration avec Freeze Corleone.
L'album est certifié disque d'or fin décembre 2020.
Le 26 mars 2021, l'album 2.7.0: Château Noir parait. Cette réédition signe le retour des collaborations entre Kaaris et le producteur Therapy depuis l'album Okou Gnakouri.

### SVR(2022)
Le 28 janvier 2022, Kaaris sort son premier album en commun qui se nomme SVR. En binôme avec le rappeur Kalash Criminel, le projet contient  15 morceaux en duo plus un morceau en solo pour chaque artiste sur deux éditions spéciales sous titrées sobrement Kaaris et Kalash Criminel[source secondaire souhaitée].
Le 10 décembre 2021, le duo publie un premier extrait nommé Tchalla, en hommage au personnage de Black Panther issu de l'univers Marvel[source secondaire souhaitée].

### Or noir: les 10 ans (2023)
En 2023, Kaaris retrouve la scène pour performer son album Or noir, sorti dix ans plus tôt.
En juillet 2023, Kaaris annonce un concert à l'Accor Arena de Paris Bercy le 29 février 2024. La fosse est complète en à peine 3 minutes, et en moins de 12 heures, la salle de plus de 20 000 places est comble. C'est d'ailleurs la première fois qu'il se produit dans cette salle. La rapidité à laquelle les places se sont vendues ont contraint le rappeur a ajouter une autre date de représentation à l'Accor Arena le 17 février 2024. À l'issue de son concert du 29 février, le premier prévu, il annonce un dernier concert pour célébrer les dix ans de son album, le 11 janvier 2025 à Paris La Défense Arena.

## Vie privée
Né dans une famille catholique, il se convertit à l'islam « très très tôt ».
Il est père de deux enfants : une fille née en 2016 et un garçon né en 2021.

## Participation à des œuvres cinématographiques
À l'été 2014, Kaaris tente sa chance au cinéma dans le film Fastlife réalisé par Thomas N'Gijol, et dans lequel il joue avec celui-ci et Fabrice Éboué. En 2023, il est acteur dans un long métrage diffusé sur Netflix, Le Roi des ombres, dont il est aussi scénariste. En 2024, Kaaris annonce sur sa page Instagram qu'il est à l'affiche du film 4 Zéros de Fabien Onteniente.

## Affaires judiciaires

### Août 2018: Bagarre à l'aéroport de Paris-Orly
Le 1er août 2018, une bagarre entre une dizaine de personnes comprenant notamment Booba et Kaaris entraîne la fermeture temporaire du Hall 1 de l'Aéroport de Paris-Orly,. En attendant la tenue de leur procès le 6 septembre 2018, les deux protagonistes et douze autres personnes (neuf du clan Booba et trois du clan Kaaris) ont été placés en détention provisoire, les premiers à Fleury-Mérogis, les seconds à Fresnes. En décembre 2018, soit quatre mois après leur altercation à l'aéroport, Booba, par réseau social, lance un défi à Kaaris de se battre sur un ring, mais les deux rappeurs ne tombent d'accord ni sur le lieu du combat ni sur les détails des différents contrats, et Kaaris décide quelques mois plus tard (en septembre 2019) de laisser tomber ce combat, qu'il qualifie de « mascarade ».

### Septembre 2022: Accusations de violences
Le 28 septembre 2022, il est placé en garde à vue à la suite d'accusations de violences sur son ex-compagne. Cette dernière aurait porté plainte pour violences en juillet 2022, des faits qui se seraient produits le 19 janvier 2022, dans le garage du domicile du rappeur à Linas (Essonne),. Il est relaxé des faits de « violences conjugales » le 10 novembre 2023.

### Mars 2024: Plainte pour homophobie
À la suite d'un concert le 29 février 2024 à Paris où Kaaris interprète sa chanson Zoo, les associations STOP Homophobie et Mousse portent plainte pour homophobie.

## Discographie

### Albums studios
- 2013 : Or noir
- 2014 : Or noir Part 2
- 2015 : Le Bruit de mon âme
- 2016 : Okou Gnakouri
- 2017 : Dozo
- 2019 : Or noir Part 3
- 2020 : 2.7.0
- 2023 : Day One

### Singles
- 2013 : Zoo
- 2013 : Binks
- 2013 : Paradis ou enfer
- 2013 : Dès le départ
- 2013 : 63
- 2013 : Or Noir
- 2014 : S.E.V.R.A.N
- 2014 : Se-vrak
- 2014 : Comme Gucci Mane
- 2014 : 80 Zetrei
- 2015 : Mauvais Djo (featuring  Ixzo, Worms T & Solo le Mythe)
- 2015 : Magnum
- 2015 : Le Bruit de mon âme
- 2015 : Crystal (featuring  Future)
- 2015 : Terrain
- 2015 : C'est la base (featuring XV Barbar)
- 2015 : Sinaloa
- 2016 : Bambou
- 2016 : Blow
- 2016 : Nador
- 2016 : 2.7 Zéro 10. 17 (featuring Gucci Mane)
- 2016 : Poussière
- 2017 : Tchoin
- 2017 : Boy'z n the hood
- 2017 : Contact
- 2017 : Dozo
- 2017 : Je suis gninnin, je suis bien
- 2017 : Kébra
- 2017 : Bling bling (featuring Kalash Criminel & Sofiane)
- 2017 : Diarabi
- 2018 : G.O.K.O.U
- 2018 : Aborigéne
- 2018 : Livraison
- 2018 : Débrouillard
- 2019 : Aieaieouille
- 2019 : Omega
- 2020 : Goulag
- 2020 : NRV
- 2020 : Freestyle 2.7.0
- 2020 : Illimité
- 2020 : Deux Deux (featuring Bosh)
- 2020 : IRM (featuring Freeze Corleone)
- 2020 : 1er Coeur (featuring Gims)
- 2020 : Five-O (featuring Gazo)
- 2021 : Tout est prêt (featuring Sid les 3 Éléments)
- 2021 : Chateau Noir
- 2021 : Équipage
- 2021 : Hallyday
- 2021 : Tchalla (avec Kalash Criminel)
- 2022 : Tu dois des sous (avec Kalash Criminel)
- 2022 : Apocalypse (avec Kalash Criminel featuring Freeze Corleone)
- 2023 : Double K (featuring Kerchak)
- 2023 : Pena Duro
- 2023 : BORZ
- 2023 : Une autre (featuring Koba LaD)
- 2025 : D sur D (featuring Triangle des bermudes)

### Apparitions
- 2000 :
  - Kaaris (Fresh) - Quand J'étais gosse... (sur la compilation de Niroshima)
  - Kaaris (Fresh) avec  Abou, Vensty, et Niro - L'inedit (sur la compilation de Collectif Rap 3)
- 2002 :
  - Kaaris (Draaman) - Et Dieu Créa L'Homme (sur la compilation de Niroshima II)
  - Kaaris (Fresh) feat. Eben, Iron Sy - Même Si...(sur la compilation de Niroshima II)
- 2007 : 
  - Kaaris avec Mic Fury - Un degré de plus
  - Kaaris avec Mic Fury - Un degré de plus
  - Kaaris feat. 8man - On est chez nous
- 2009 :
  - Alain 2 L'ombre avec Kaaris, Kwembe, Kalash l'Afro, B.O Digital, Dosseh, Alpha 5.20, Delta, Seth Gueko, RLF & Sultan - Qui veut la peau d'Alain 2 L'ombre ? (sur l'album de Alain 2 L'ombre, Avant La Prophécie)
  - Kaaris feat. Mac Kregor - De l'autre côté de la nuit
- 2010 :
  - Kaaris - Ce que tu veux
  - Despo Rutti avec Kaaris - Vendeur De Nah Nah
  - Nubi avec Kaaris - Execution (sur Galactik Beat Vol.2)
  - Kaaris - Cœur D’acier (sur Galactik Beat Vol.2)
  - Brasco avec Kaaris – Parole D’honneur (sur Galactik Beat Vol.2)
  - Niro, Sadek, Sofiane, B.O Digital, Tiers Monde, Kaaris, Croma, Béné, Beli Blanco, Stokos, Dixon, Marechal, Don Kan - Freestyle Hall Stars (sur Street Lourd Hall Stars II)
- 2011 :
  - Alkpote avec Kaaris et Drix Stone - On est bad
  - Dosseh feat. Kaaris - Pirates (sur la mixtape de Dosseh, Summer Crack Mixtape)
  - Sazamyzy feat. Kaaris - Parloir Sauvage (sur le projet de Sazamyzy, Grand Banditisme Paris volume 2)
  - Booba feat. Kaaris - Criminelle League (sur la mixtape de Booba, Autopsie 4)
- 2012 :
  - Booba avec Kaaris - Kalash (sur l'album de Booba, Futur)
- 2014 :
  - Niro avec Kaaris - La mort ou tchitchi (sur l'album de Niro, Miraculé)
  - Kaaris - Les mains dans l’dos (extrait de la bande originale du film Fast Life)
  - Kaaris avec Haftbefehl - Haram Para
- 2015 :
  - Dosseh avec Kaaris - Bouteilles et glocks (sur la mixtape de Dosseh, Perestroika)
  - Kaaris - C'est bon déjà (sur la compilation Tookie Performance)
  - Kaaris - Cash (sur la bande originale du film Les Déguns)
- 2016 :
  - Fetty Wap avec Kaaris - 679 - Remix
  - Kaaris - Bambou (extrait de la bande originale du film Braqueur)
  - DJ Kayz avec Kaaris & Arafat - Dans le club (sur l'album de DJ Kayz, DJ Kayz)
  - Kalash Criminel avec Kaaris - Arrêt du cœur (sur la mixtape R.A.S)
  - Despo Rutti avec Kaaris - La Dose (sur l'album de Despo Rutti, Majester)
- 2017 :
  - Seth Gueko avec Kaaris - C'est pas pareil - Remix
  - Belly avec Kaaris - Ballerina - Remix
  - Samat avec Kaaris - Ghet-Apens
  - Dorsaux avec Kaaris - Napoléon (sur la mixtape de Dorsaux, De l'ombre à la lumière)
- 2018 :
  - Lartiste avec Kaaris & DJ Mc Fly - GB (sur l'album de Lartiste, Grandestino)
  - Sofiane avec Kaaris - Mistigris (sur l'album de Sofiane, Affranchis)
  - Kiff No Beat avec Kaaris - Osef
  - Mayo avec Kaaris - Cette année là
  - Sofiane avec Kaaris - Empire (sur l'album 93 Empire)
  - Sofiane avec Landy, Kaaris - Nouvelle monnaie (sur l'album 93 Empire)
  - Sofiane avec Lartiste, Kaaris - Pas le choix (sur l'album 93 Empire)
  - Kaaris avec 4Keus Gang, Q.E Favelas, Mac Kregor - Rafaler (sur l'album 93 Empire)
  - Mac Tyer avec Kaaris, Sofiane - Il se passe quoi (sur l'album de Mac Tyer, C'est la street mon pote)
- 2019 :
  - 4Keus Gang avec Kaaris - Vida Loca (sur l'album 4Keus Gang, L'histoire d'un gang)
  - Da Uzi avec Kaaris - D’une autre manière (sur la mixtape de Da Uzi, Mexico)
  - Brvbus avec Kaaris - Transfert
  - H Magnum avec Kaaris - Verratti
  - Sky avec Kaaris - Vamos
  - Abou Debeing avec Kaaris - Respectez (sur l'album de Abou Debeing, Street Love)
  - DJ Leska avec Kaaris - Rejoins moi (sur l'album de DJ Leska, Encore lui)
  - Kaaris - Oméga
  - Kaaris - Bla-bla (sur la compilation Game Over 2)
  - Alkpote avec Kaaris - Nautilus (sur l'album de Alkpote Monument)
  - Kaaris - Roue arrière (sur la compilation Sessions perdues, vol. 5)
- 2020 :
  - Kofs avec Kaaris - Embourgeoisé (sur l'album de Kofs Santé & Bonheur)
  - Franglish avec Kaaris - Mauvais garçon - Remix
  - Brvbus avec Kaaris - Fauve (sur l'album de Brvbus Roi des ours)
  - Kaaris - Comme le père à Malcolm (sur la compilation Art de Rue)
  - Gims avec Kaaris - Grosse Bleta (sur l'album de Gims Le Fléau)
  - Alpha Wann avec Kaaris, Infinit' - Soldat tue soldat (sur la mixtape Don Dada Mixtape Vol. 1)
  - Laurent Garnier avec Kaaris - Never (sur la mixtape Crispy Beacon Allstars)
- 2021 :
  - Hamza avec Kaaris - Hara-Kiri (sur l'album 140 BPM 2)
  - Rohff, Kaaris, Soso Maness, Jul, Naps, Gims, Alonzo - Les galactiques (sur la compilation Le Classico Organisé)
  - H Magnum avec Kaaris - La fille du marin (sur l'album Bansky)
- 2022 :
  - Naps avec Kaaris, Kalash Criminel - VVS (sur l'album La TN)
  - DJ Flextouch avec Kaaris - Binks (sur l'album Touch Play)
- 2023 :
  - Tagne avec Kaaris - Faut j'la quitte (sur l'album Lmektoub)
  - Suspect95 - Adigbaté (sur l'album Société Suspecte)
  - Caballero & JeanJass avec Kaaris - Tchernobyl (sur la mixtape High & Fines Herbes La Mixtape, Volume 2 - Édition 420)
  - Innoss'B - Flex
  - Beendo Z & Kaaris - Train d'enfer (sur la compilation Du Nord au Sud)
  - Vegedream - On est prêt
- 2024 :
  - Vladimir Cauchemar avec Kaaris & Airod - Zoo (Rave Edit)
  - Fresh - Mauvais Payeur (sur l'album P.M.R)
  - Vegedream avec Kaaris & Kerchak - Matata (sur l'album De l'autre côté)
  - Leto avec JSKN, Kaaris & La Mano 1.9 - Enlève tes pe-sa
  - ISK - Mégot (sur l'album Hannibal Part.1)
  - Jok'air avec Kaaris & Ogee - Casamigos
  - Sicario78 - Velar

- 2025 :
  - Ziak - Rien ne se remplace

## Filmographie

### Cinéma
Sauf indication contraire, les informations mentionnées dans cette section peuvent être confirmées par les bases de données cinématographiques IMDb et Allociné,  présentes dans la section « Liens externes ».
- 2014 : Fastlife : lui-même
- 2016 : Braqueurs[66] : Salif
- 2017 : Overdrive d'Antonio Negret : Franck
- 2018 : Lukas de Julien Leclercq : Omar
- 2020 : Bronx d'Olivier Marchal : Max Beaumont
- 2023 : Le Roi des ombres de Marc Fouchard : Ibrahim
- 2025 : Quatre Zéros de Fabien Onteniente : DZ
- 2025 : Le Jardinier de David Charhon : Quasimodo

### Télévision
- 2022 : Une si longue nuit, mini-série de Jérémy Minui : Anis[67]